# Paulogramma pygas
Paulogramma pygas (ex Callicore, agora Paulogramma) é uma borboleta neotropical da família Nymphalidae que se distribui pela Colômbia, Venezuela, Guianas, Equador, Peru, Bolívia, Brasil e Paraguai. Foi catalogada como Nymphalis pygas em 1824. Apresenta, vista por baixo, asas posteriores com coloração predominantemente amarela e marcações similares a um 08 (quando o inseto está voltado para a esquerda) ou 80 (quando o inseto está voltado para a direita). Possui contornos em azul claro na borda das asas anteriores e um pontilhado da mesma tonalidade, margeado de negro, próximo à borda das asas posteriores. A "numeração" também apresenta o interior azul claro. Em vista superior, a espécie apresenta as asas anteriores com uma grande área vermelha (também visível embaixo) e marcações em azul próximo à borda das asas posteriores. Apresenta pequeno dimorfismo sexual entre macho e fêmea.

## Hábitos
Adultos de Paulogramma pygas sugam frutos em fermentação e podem ser encontrados em ambiente de cerrado e na floresta tropical, entre 200 a 1.000 metros de altitude.

## Subespécies
Paulogramma pygas possui oito subespécies:
- Paulogramma pygas pygas - Descrita por Godart em 1824, de exemplar proveniente do Brasil (Bahia).
- Paulogramma pygas cyllene - Descrita por Doubleday em 1847, de exemplares provenientes do Equador, Bolívia e Peru.[6]
- Paulogramma pygas thamyras - Descrita por Ménétriés em 1857, de exemplar proveniente do Brasil (Minas Gerais).[11]
- Paulogramma pygas aphidna - Descrita por Hewitson em 1869, de exemplar proveniente da Venezuela.
- Paulogramma pygas eucale - Descrita por Fruhstorfer em 1916, de exemplares provenientes do Brasil (Santa Catarina, Rio Grande do Sul).
- Paulogramma pygas concolor - Descrita por Talbot em 1928, de exemplar proveniente do Brasil (Mato Grosso).
- Paulogramma pygas rondoni - Descrita por Ribeiro em 1931, de exemplar proveniente do Brasil (Rondônia).
- Paulogramma pygas lalannensis - Descrita por Brévignon em 1995, de exemplar proveniente da Guiana Francesa.